# 2. Badisches Grenadier-Regiment „Kaiser Wilhelm I.“ Nr. 110
Das 2. Badische Grenadier-Regiment „Kaiser Wilhelm I.“ Nr. 110 war ein Infanterieregiment der Badischen Armee und wurde 1871 Teil des badischen Kontingents in der Preußischen Armee.

## Geschichte

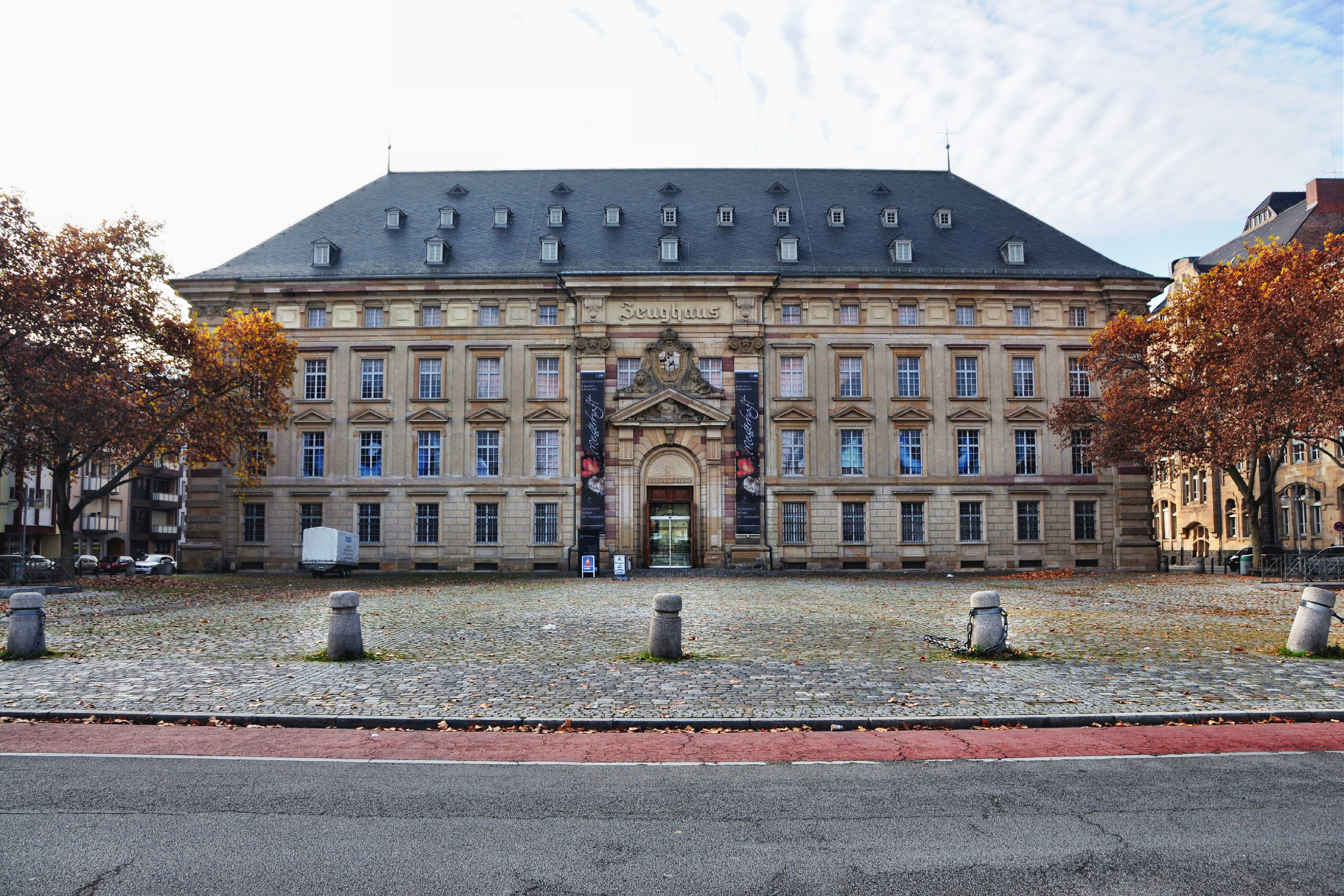
Das Zeughaus in Mannheim. Zeitweise Kaserne des Regiments

Das Regiment wurde am 22. Oktober 1852 als 2. Linien-Infanterie-Regiment neu aufgestellt, wobei Soldaten aus dem 4. und 7. Bataillon zusammengezogen wurden, die in ihrem Regimentsstandort Rastatt verblieben. Das neue Regiment gehörte zur 2. Brigade, zusammen mit dem II. Füsilier-Bataillon in Freiburg im Breisgau und dem 4. Infanterie-Regiment in Konstanz. Am 21. September 1867 nahm der Regimentschef König von Preußen die erste Parade über das Regiment ab.

### Krieg Österreich gegen Frankreich und Sardinien 1859
1859 kam es zur Mobilmachung und Sammeln bei Karlsruhe, aber durch das Regiment wurde nicht ins Kampfgeschehen eingegriffen, da es zu einem Friedensschluss kam (→ Sardinischer Krieg).

### Deutscher Krieg 1866
Im Krieg gegen Preußen nahmen zwei Kompanien des Regiments am 24. Juli 1866 am Gefecht bei Werbach teil.

### Deutsch-Französischer Krieg 1870/71

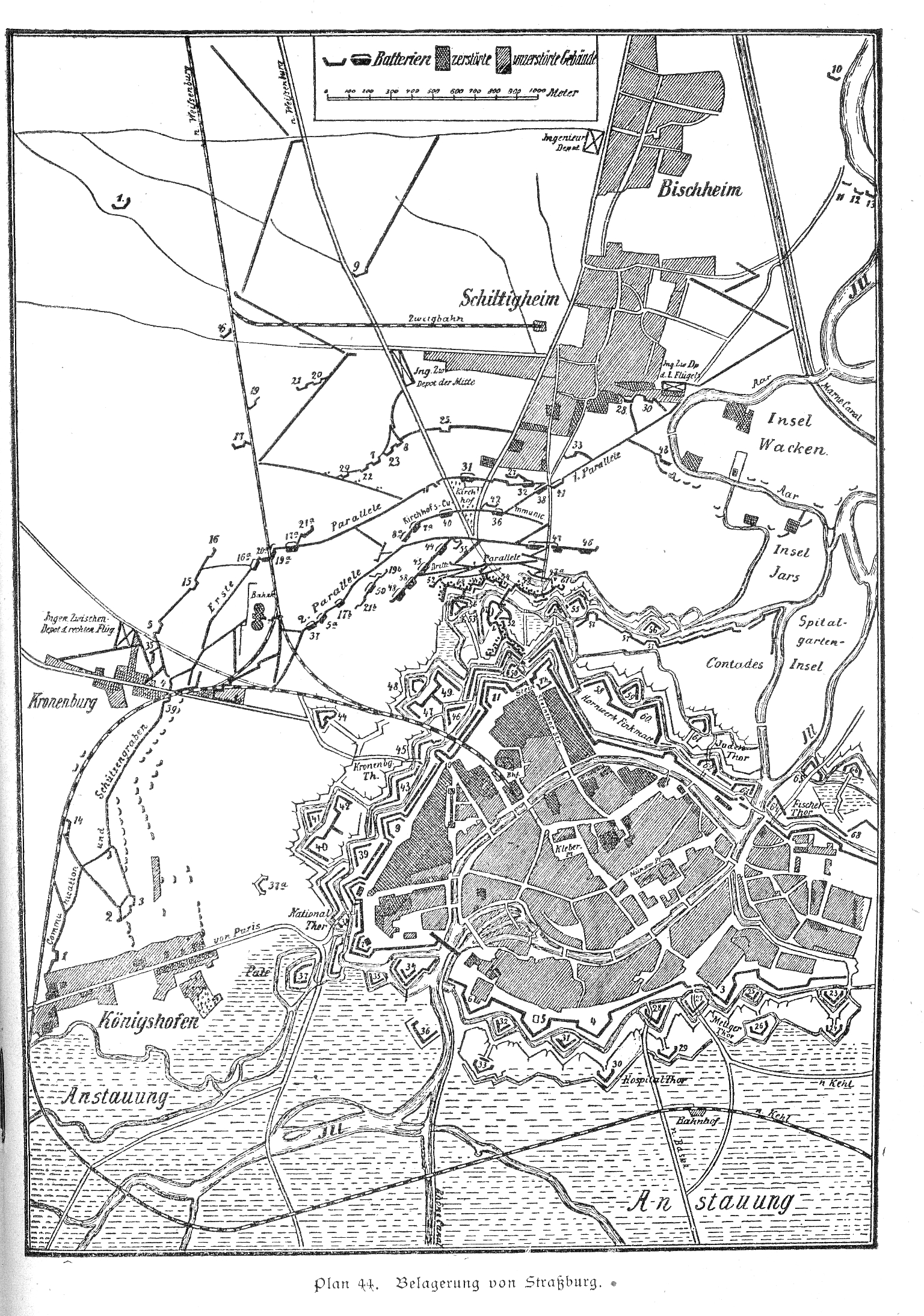
Plan von Straßburg zur Zeit der Belagerung 1870

Im Deutsch-Französischen Krieg war das Regiment an zahlreichen Kampfhandlungen beteiligt. Nach der Mobilmachung am 16. Juli 1870 waren vier Tage später 900 Mann in Mannheim aufgestellt. Die dem II. Bataillon unterstellten Truppenteile in Durlach rückten bereits am 18. Juli zur Sicherung der Rheinbrücke Maxau aus und stellten bis zum 21. Juli bei Hagenbach Vorposten auf, um die französische Grenze zu beobachten. Kommandierender General war August von Werder. Am 22. Juli sammelte sich das Regiment in Rastatt und verlegte am 30. Juli nach Mühlburg und Knielingen. Am 2. August wurde der Rhein über die Rheinbrücke Maxau überquert. Am 4. August wurde die französische Grenze überschritten und Lauterbourg ohne Widerstand besetzt. Am 6. August zog das Regiment nach Gunstett und traf dort kurz nach der Schlacht bei Wörth ein. Am 7. August wurde Haguenau durch die Kavallerie-Brigade überfallartig gestürmt, so dass es zu keinem Widerstand kam und zahlreiche Gefangene genommen werden konnten. Am nächsten Tag wurde in Brumath, und damit weiter Richtung Straßburg, Quartier bezogen.
Es folgten sieben Wochen Belagerung von Straßburg. Am 11. August rückte das Regiment über Mundolsheim und Souffelweyersheim, mit Vorposten in Hönheim, weiter vor. Am 13. August kam es zum ersten richtigen Gefecht des Regiments, bei dem fünf Soldaten fielen, als sich ein Vorposten am Kirchhof St. Helena (bei Schiltigheim) zurückzog. Im August 1870 folgten zahlreiche kleinere Gefechte mit einigen Verwundeten bei Schiltigheim, in der Rupprechtsaue und bei Königshofen. Nachdem das Bombardement von Straßburg gescheitert war, folgte die förmliche Belagerung. Beim Ausheben und Sichern von Schützengräben kam es am Morgen des 2. September bei einem Ausfall der Franzosen durch das Straßburger Kronen-Tor in Richtung Kronenburg zu mehreren Gefechten, bei dem das Regiment zwanzig Tote und 25 Verwundete zu beklagen hatte. Bis zur Kapitulation der Stadt am 28. September kam es noch zu vereinzelten Schusswechseln mit mehreren Verlusten. Insgesamt musste das Regiment vor Straßburg dreißig Tote und 59 Verwundete verkraften.
Das Regiment wurde nun Teil des neu zusammengestellten XIV. Armeekorps und marschierte am 3. Oktober Richtung St. Dié. Am 7. Oktober wurden die Vogesen überschritten und in Provenchères, Neuvillers Quartier bezogen. Am 11. Oktober wurde nach einem Gefecht die Kleinstadt Bruyères eingenommen, wobei das Regiment fünf Tote und 32 Verwundete hinnehmen musste. Über Épinal am 13. Oktober, Vesoul am 18. Oktober und Frasne-le-Château am 20. Oktober erreichten die Truppen am 22. Oktober den Ognon in der Gegend von Étuz, wo andere Teile des Armeekorps Feindkontakt hatten. Am 26. Oktober wurde nach Durchmarsch durch Gray in Autrey-lès-Gray Quartier bezogen. Am 27. Oktober kam es am Vingeanne zu Gefechten bei Fahy-lès-Autrey und bei Saint-Seine-sur-Vingeanne, bei denen nur geringe Verluste zu verzeichnen waren. Am 28. Oktober übernachtete das Regiment in Mirébeau, bevor es am 30. Oktober zu einem Gefecht bei Dijon kam, bei dem die Stadt unter Verlusten von 14 Toten, 51 Verwundeten und drei Vermissten erobert werden konnte. In Dijon und Umgebung blieb das Regiment für ungefähr zwei Monate. Während dieser Zeit kam es zu kleineren Gefechten und Scharmützeln, bei Brazey am 5. November und bei Broin am 19. November. Am 27. November wurden bei Gefechten bei Pasques und in der Nähe von Velars-sur-Ouche vierzehn Soldaten des Regiments verwundet und einer getötet. Am 30. November kam es zum ersten Gefecht bei Nuits-Saint-Georges mit vier Toten, 38 Verwundeten und dreizehn Vermissten. Das zweite Gefecht bei Nuits am 18. Dezember war das heftigste des gesamten Krieges. Neben 240 Verwundeten und vier Vermissten fielen 101 Mitglieder des Regiments, darunter auch der Regimentskommandeur von Renz. Der 18. Dezember wurde später zum Ehrentag des Regiments. Vom 15. bis 17. Januar 1871 fielen in der Schlacht an der Lisaine sechs Regimentsangehörige, dreizehn wurden verwundet. Nach Ende des Krieges überschritt das Regiment am 28. März den Rhein bei Kehl und erreichte zu einer Parade am 3. April Karlsruhe, von wo aus sich die Regimentsteile wieder auf ihre Garnisonen verteilten.

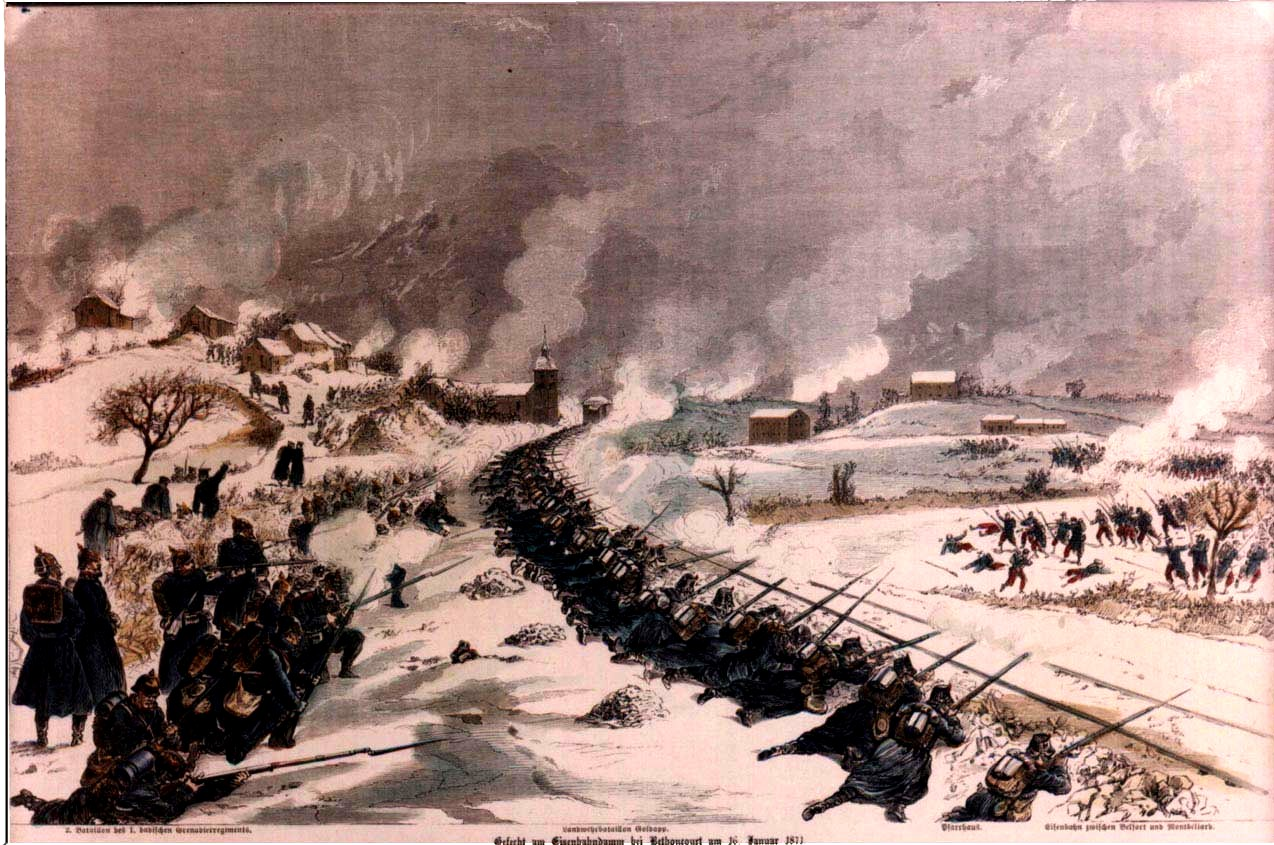
Schlacht an der Lisaine

Gesamtverlust des Regiments:
Tote: 11 Offiziere/14 Unteroffiziere/146 Mannschaften
Verwundete: 25 Offiziere/46 Unteroffiziere/381 Mannschaften
Vermisste: 10 Mannschaften

### Erster Weltkrieg 1914/18
Im Ersten Weltkrieg war das Regiment der 28. Infanterie-Division unterstellt. Es machte am 2. August 1914 mobil und wurde während des gesamten Krieges an der Westfront eingesetzt. Im Oktober 1916 erhielt das Regiment eine 2. und 3. MG-Kompanie sowie Ende August 1918 eine MW-Kompanie. Während der schweren Abwehrkämpfe in der Champagne und an der Maas mussten aufgrund der mangelhaften Ersatzlage die 4., 8. und 12. Kompanie aufgelöst werden.

### Verbleib
Nach dem Waffenstillstand von Compiègne marschierten die Reste des Verbandes in die Heimat zurück. Der Regimentsstab, das I. und II. Bataillon wurden ab 26. November 1918 in Heidelberg, das III. Bataillon ab 18. Dezember 1918 in Mannheim demobilisiert. Über die Abwicklungsstelle Heidelberg löste man das Regiment schließlich Mitte Februar 1919 auf.
Aus demobilisierten Teilen bildete sich ab 13. Januar 1919 das Badische Freiwilligen-Bataillon I in Heidelberg. Dieses ging mit der Bildung der Vorläufigen Reichswehr im Juni 1919 im II. Bataillon des Badischen Reichswehr-Infanterie-Regiments 1, dem späteren Reichswehr-Schützen-Regiment 27 auf.
Die Tradition übernahm in der Reichswehr durch Erlass des Chefs der Heeresleitung General der Infanterie Hans von Seeckt vom 24. August 1921 die 3. Kompanie des 14. (Badisches) Infanterie-Regiments.

### Standorte

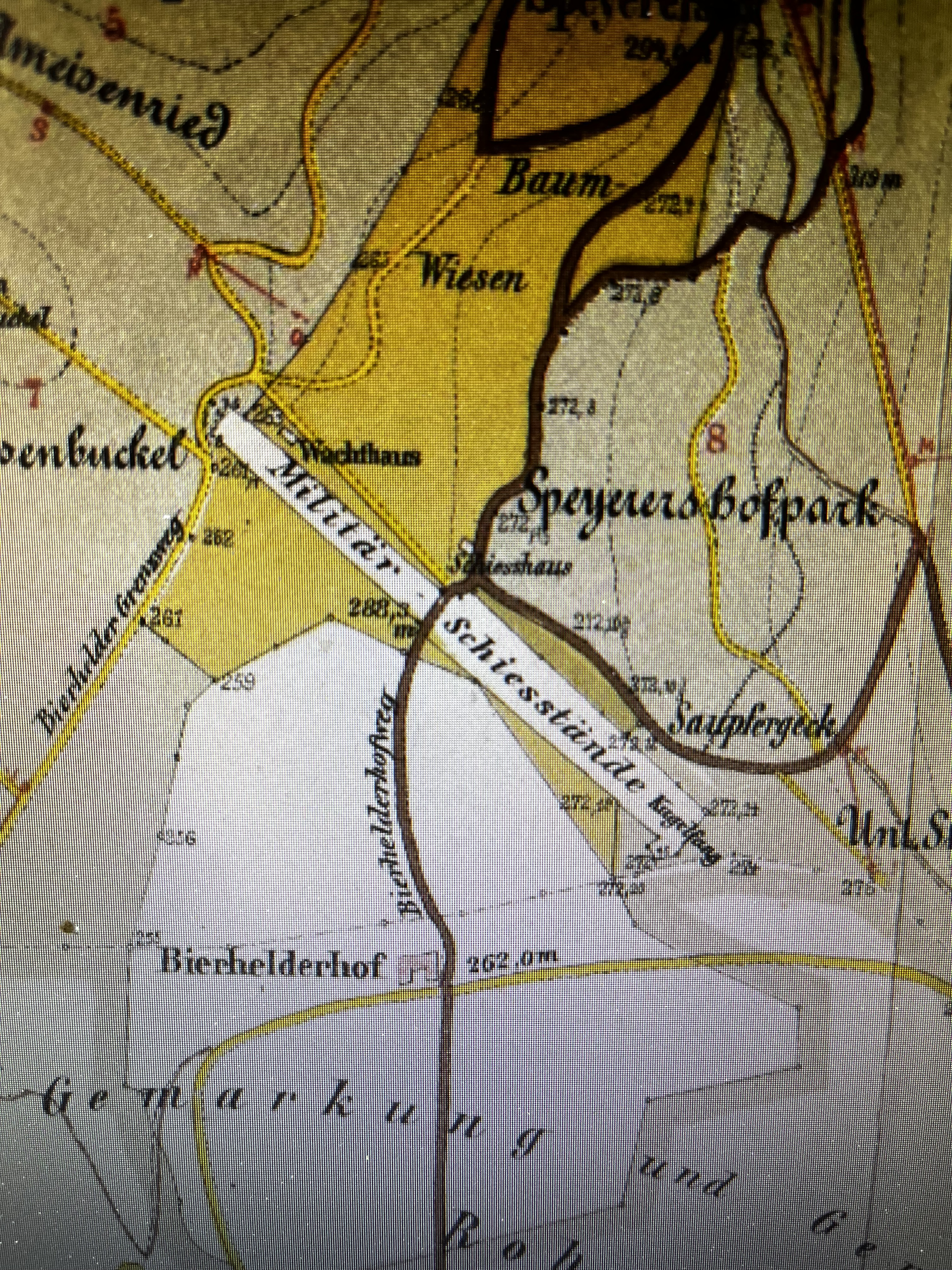
Schießübungsstände für das 2. Badisches Grenadier-Regiment „Kaiser Wilhelm I.“ Nr. 110 am Ameisenbuckel bei Heidelberg (1897)

- 1852: Rastatt
- 1857: Mannheim
- 1859: Konstanz
- 1866/67: Karlsruhe
- 1867: Mannheim, Rastatt
- 1869: Mannheim, Durlach
- 1881: Mannheim, Heidelberg

### Benennung
- 22. Oktober 1852: 2. Infanterie-Regiment
- 9. August 1857: 2. Infanterie-Regiment „Prinz von Preußen“
- 5. Januar 1861: 2. Infanterie-Regiment „König von Preußen“
- 9. September 1869: 2. Grenadier Regiment „König von Preußen“
- Bis 1. Juli 1871 führten die Truppenteile die Bezeichnung als „Großherzoglich Badische“; die Bezeichnung „Großherzoglich“ fällt infolge der Konvention mit Preußen fort.
- 1. Mai 1871: 2. Badisches Grenadier Regiment „Kaiser Wilhelm“ (vom 18. Mai mit Zusatz „Nr. 110“ (bis 1888))
- 2. August 1888: 2. Badisches Grenadier-Regiment „Kaiser Wilhelm I.“ Nr. 110

### Uniform

Soldat in Uniform (Waffenrock)
Paradeanzug für den Sommer (weiße Hosen)
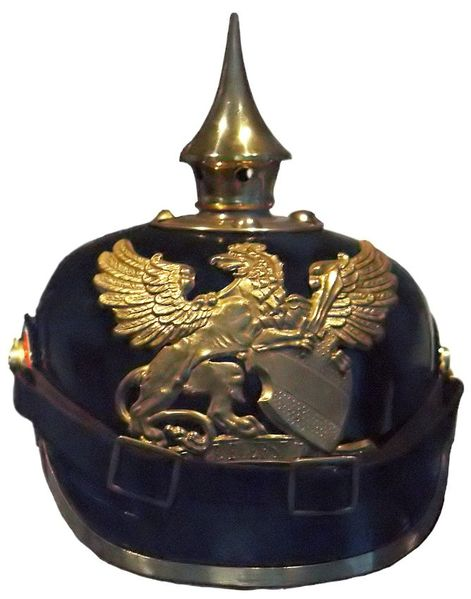
Badische Pickelhaube
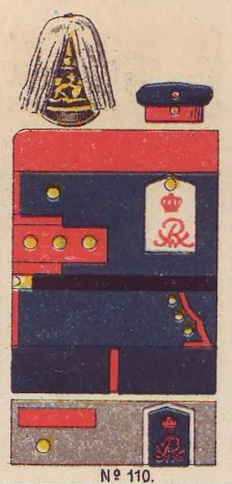
Farbschema der Uniform des 110. Grenadier-Regiments
Schulterstück Abzeichen des 110. Grenadier-Regiment.

#### 1852
Weiße Schulterklappe mit roter „2“
Rote Ärmelpatten

#### 1858
Weiße Ärmelpatten

#### 1867
Rote Ärmelpatten

#### 1914

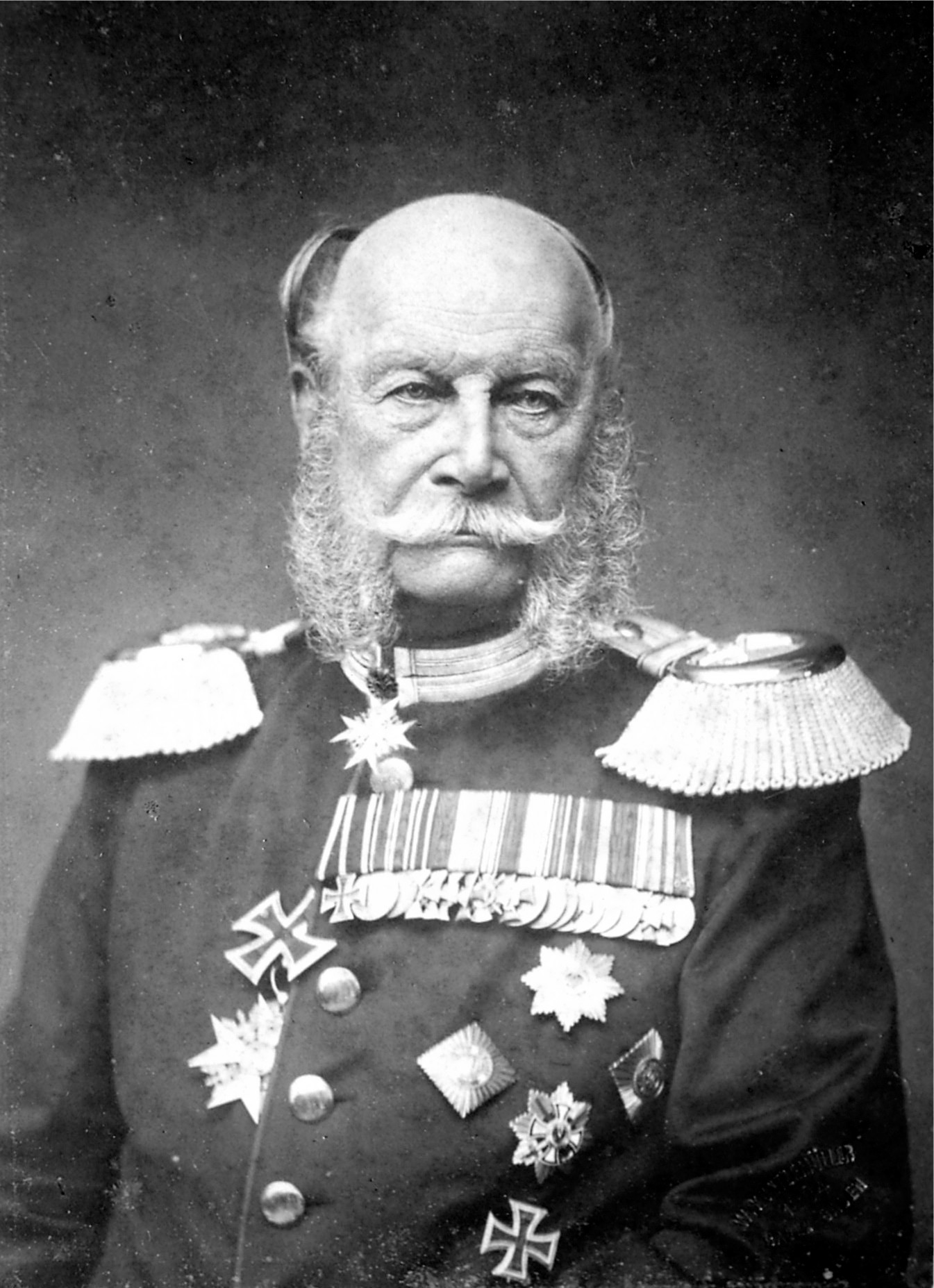
Namensgeber des Regiments: Kaiser Wilhelm I.

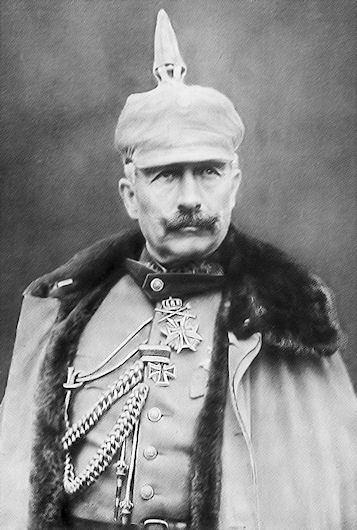
Regimentschef ab 1893: Kaiser Wilhelm II.

Dunkelblauer Uniformrock
Rote brandenburgische Ärmelaufschläge
Weiße Schulterklappen mit rotem Namenszug: bekröntes Monogramm „WR I.“ (das „R“ steht für „Rex“ = König)

## Regimentschef
| Dienstgrad | Name                                    | Datum                                 |
| ---------- | --------------------------------------- | ------------------------------------- |
|            | Wilhelm von Preußen (Kaiser Wilhelm I.) | 09. August 1857 bis 8. März 1888      |
|            | Kaiser Wilhelm II.                      | 14. September 1893 bis Auflösung 1919 |

## Kommandeure
| Dienstgrad             | Name                                      | Datum                                                       |
| ---------------------- | ----------------------------------------- | ----------------------------------------------------------- |
| Oberst                 | Carl Dreyer                               | 22. Oktober 1852 bis 29. Januar 1855                        |
| Oberst                 | Adalbert von Adelsheim                    | 30. Januar 1855 bis 28. Dezember 1858                       |
| Oberst                 | Franz Anton Keller                        | 15. Januar bis 16. Mai 1859                                 |
| Oberstleutnant/ Oberst | Ludwig von Neubronn                       | 17. Mai 1859 bis 3. September 1866                          |
| Oberst                 | Theodor Hoffmann                          | 20. Juni 1866 bis 16. April 1867                            |
| Oberst                 | Gustav Julius von Peternell               | 17. April 1867 bis 4. November 1868                         |
| Oberst                 | Carl von Renz                             | 21. November 1868 bis 18. Dezember 1870                     |
| Major                  | Wilhelm Joseph Ferdinand von Wolff        | 19. bis 20. Dezember 1870 (mit der Führung beauftragt)      |
| Oberstleutnant         | Carl Hieronimus                           | 21. bis 30. Dezember 1870 (mit der Führung beauftragt)      |
| Oberstleutnant         | Otto Stölzel                              | 30. Dezember 1870 bis 19. Juni 1871                         |
| Oberst                 | Otto Stölzel                              | 20. Juni 1871 bis 9. Februar 1872                           |
| Oberstleutnant         | Ernst von Legat                           | 23. Februar bis 12. April 1872 (mit der Führung beauftragt) |
| Oberstleutnant/ Oberst | Ernst von Legat                           | 13. April 1872 bis 12. April 1878                           |
| Oberstleutnant         | Karl Albrecht Gustav Hermann von Gerhardt | 13. bis 17. April 1878 (mit der Führung beauftragt)         |
| Oberst                 | Karl Albrecht Gustav Hermann von Gerhardt | 18. April 1878 bis 11. Januar 1884                          |
| Oberst                 | Arno von Arndt                            | 12. Januar 1884 bis 21. März 1887                           |
| Oberstleutnant         | Camillo von Maliszewski                   | 22. März bis 13. Mai 1887 (mit der Führung beauftragt)      |
| Oberst                 | Camillo von Maliszewski                   | 14. Mai 1887 bis 23. März 1890                              |
| Oberst                 | Alexander Hans Constantin von Oppen       | 24. März 1890 bis 16. Juni 1893                             |
| Oberst                 | Georg von Perbandt                        | 17. Juni 1893 bis 17. Juli 1896                             |
| Oberst                 | Georg von Zastrow                         | 18. Juli 1896 bis 14. Juni 1899                             |
| Oberst                 | Viktor von Safft                          | 15. Juni 1899 bis 21. März 1903                             |
| Oberst                 | Viktor von Specht                         | 22. März 1903 bis 21. April 1905                            |
| Oberst                 | Hans von Winterfeld                       | 22. April 1905 bis 19. Februar 1909                         |
| Oberst                 | Adolf Wild von Hohenborn                  | 20. Februar 1909 bis 4. Oktober 1910                        |
| Oberst                 | Gaspard von Eberhardt                     | 05. Oktober 1910 bis 17. April 1913                         |
| Oberst                 | Otto von Diepenbroick-Grüter              | 18. April 1913 bis 28. Oktober 1914                         |
| Oberstleutnant         | Wilfried von Lettow-Vorbeck               | 29. Oktober bis 23. Dezember 1914                           |
| Oberstleutnant         | Leberecht von Blücher                     | 24. Dezember 1914 bis 9. Mai 1915                           |
| Oberstleutnant         | Georg von Siber                           | 10. Mai bis 12. September 1915                              |
| Oberstleutnant         | Paul Kirch                                | 13. September 1915 bis 20. Juni 1916                        |
| Major                  | Heinrich von Westernhagen                 | 21. Juni bis 9. August 1916                                 |
| Major                  | Heinrich Böttlin                          | 10. August bis 11. September 1916                           |
| Major                  | Heinrich Wambold                          | 12. September 1916 bis 24. März 1918                        |
| Major                  | Wilhelm Madlung                           | 25. März 1918 bis 9. Februar 1919                           |

## Bekannte Regimentsangehörige
- Ludolf von Alvensleben (1844–1912), preußischer General
- Rudolf Cramer von Clausbruch (1864–1916), Offizier
- Friedrich-Wilhelm Dernen (1884–1967), Generalmajor der Reserve im Zweiten Weltkrieg
- Karl Deinhardt (1887–1966), deutscher Generalleutnant der Luftwaffe im Zweiten Weltkrieg, Oberbürgermeister von Kaufbeuren
- Ludwig Frank (1874–1914), Mitglied des Reichstags
- Richard Hepp (1872–1929), badischer Oberamtmann bzw. Landrat in Müllheim und Lahr
- Sepp Herberger (1897–1977), deutscher Fußballnationaltrainer
- Magnus Hirschfeld (1868–1935), Arzt, Sexualwissenschaftler und Mitbegründer der ersten Homosexuellen-Bewegung
- Friedrich Koch (1870–1938), Mitglied der Zweiten Kammer der Badischen Ständeversammlung
- Walter Krüger (1890–1945), späterer General der Waffen-SS
- Heinz Lorenz (1888–1966), Oberstleutnant, Schriftsteller
- Adolf Poinsignon (1836–1900), deutscher Offizier, Historiker und Archivar
- Heinrich Schulze (1886–1953), Verwaltungsbeamter
- Louis Stoetzer (1842–1906), preußischer General
- Alfred Tritscheler (1870–1935), Offizier, Jurist und Landrat in Rastatt
- Adalbert Ullmer (1896–1966), Politiker (NSDAP)
- Robert Wagner (1895–1946), Politiker (NSDAP)
- Kurt von Wahlen-Jürgass (1862–1935), preußischer Generalmajor
- Konrad Zahn (1891–1980), Politiker (NSDAP)